# Kurrhenska kretsen

Kurrhenska kretsens läge i Tysk-romerska riket.

Den Kurrhenska kretsen, även kallad den Nederrhenska kretsen, var en av det forna Tysk-romerska rikets 10 rikskretsar, upprättades 1512, reglerades liksom övriga kretsar 1521 och omfattade ett oregelbundet område på ömse sidor om Rhen, nämligen ärkestiftet Mainz, staden Erfurt med område samt Eichsfeld, ärkestiften Trier och Köln, Rhenpfalz m. m.